# Septembre 1787

## Événements

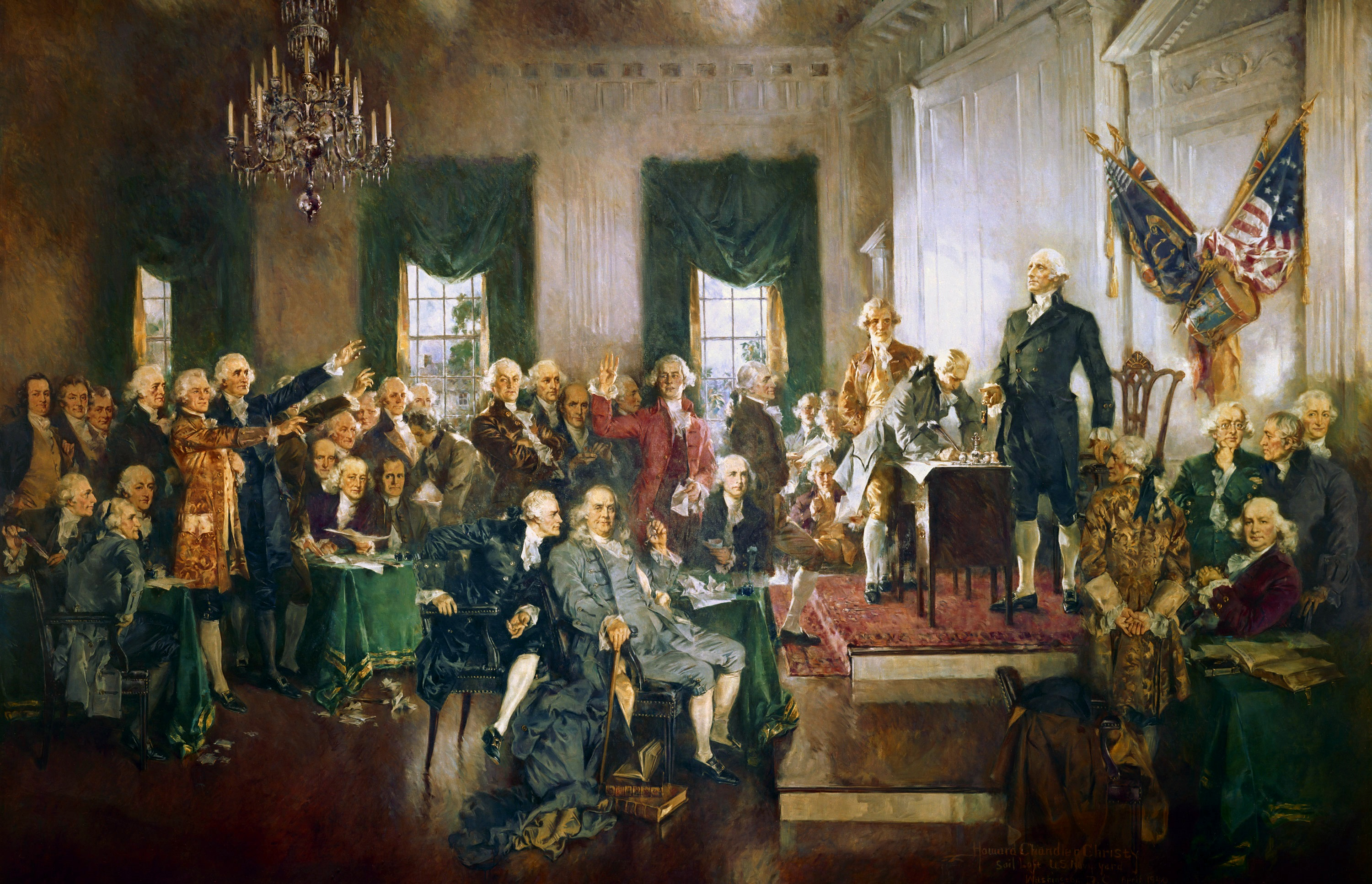
17 septembre : Scène à la signature de la Constitution des États-Unis, par Howard Chandler Christy. Ce tableau représente les 33 délégués qui signèrent la Constitution.

- 13 septembre : après deux ultimatums, les troupes prussiennes commandées par le duc de Brunswick entrent dans la République des Provinces-Unies, battent les armées patriotes et rétablissent le stadhouder (18 septembre) avec des pouvoirs accrus (Acte de garantie du 3 juillet 1788)[1]>. La France, vers laquelle s’étaient tournés les patriotes, ne réagit à cause de la situation politique du royaume. Environ 40 000 patriotes fuient la répression.

- 17 septembre : adoption de la Constitution des États-Unis d'Amérique, rédigée par Thomas Jefferson[2].

- 19 septembre : retour du parlement à Paris. Il accepte d’enregistrer la prorogation de l’impôt des deux vingtièmes et le lancement d’un emprunt. Le conflit paraît s’apaiser malgré l’enregistrement forcé par lit de justice de l’emprunt et de « l’édit sur les non-catholiques ».

- 20 septembre, États-Unis : création du Comté de Huntingdon (États-Unis).

## Naissances
- 5 septembre : François Sulpice Beudant (mort en 1850), minéralogiste et géologue français.
- 6 septembre :
  - Salvatore Viale, poète corse, le premier à utiliser la langue corse dans une œuvre littéraire († 23 novembre 1861).
  - Émilie de Rodat, religieuse française, fondatrice de la congrégation des Sœurs de la Sainte-Famille († 19 septembre 1852).
- 15 septembre : Guillaume-Henri Dufour (mort en 1875), officier, ingénieur et topographe suisse.
- 18 septembre : Johann David Passavant, peintre, conservateur de musée et historien de l'art allemand († 17 août 1861).
- 25 septembre : Fortunato Duranti, peintre italien et collectionneur d'art († 7 février 1863).